# Château de la Mare (Jullouville)
Le château de la Mare est une demeure, partiellement protégé aux monuments historiques, qui se dresse sur la commune française de Jullouville dans le département de la Manche, en région Normandie.

## Localisation
L'édifice est situé sur l'ancienne commune de Bouillon, rattachée depuis 1973 à la commune de Jullouville, dans le département français de la Manche.

## Historique
Le château fut notamment la possession de Maurice Dior, qui en devient propriétaire en 1907.
La ville de Saint-Ouen l'acquiert en 1933 pour y installer une colonie de vacances, ouverte dès l'année suivante.
Les services de l'état-major de Dwight D. Eisenhower s'installent dans le château durant la Seconde Guerre mondiale. Un central téléphonique est édifié. Sur le plateau situé au-dessus de la vallée des peintres, un camp d'aviation va permettre d'incessants départs et arrivées d'avions de renseignement. Eisenhower réside sur le domaine.
L'infirmerie du château est inscrite au titre des monuments historiques par arrêté du 9 décembre 2012.